# Samprón
Samprón es una localidad perteneciente al municipio de Vega de Valcarce en la comarca leonesa del Bierzo. Se encuentra situada al noroeste de la capital municipal a una altitud aproximada de 870 metros. Su población, en 2013, es de cuatro habitantes.

## Historia
En 1834, cuando se realizó en España la primera división del territorio nacional en partidos judiciales, Samprón quedó adscrito al partido judicial de Villafranca del Bierzo.  En 1966 se suprimió el partido judicial de Villafranca del Bierzo y pasó a estar adscrito al partido judicial de Ponferrada.
En 1858 contaba con la categoría de lugar y 120 habitantes.

## Comunicaciones
La carretera LE-4120 comunica Samprón con la carretera LE-4103 (Ruitelán-La Braña).

## Otros lugares de interés
Vértice geodésico de Moar.